# Chris Bailey (animatore)
Chris Bailey (Portland, 26 marzo 1962) è un animatore e regista statunitense.

## Biografia
Bailey è nato a Portland, nell'Oregon, il 26 marzo 1962.
Ha frequentato il liceo alla Reynolds High School e in seguito ha frequentato il California Institute of the Arts. Ha lavorato alla Disney come animatore per Basil l'investigatopo (1986) Pippo e lo sport in Calciomania (1987), Oliver & Company (1988), La sirenetta (1989), Bianca e Bernie nella terra dei canguri (1990), Il re leone (1994) ed Hercules (1997). Ha anche lavorato all'animazione per l'attrazione It's a Small World a Disneyland Paris.
Prima della Disney, Bailey ha lavorato con Don Bluth sui videogiochi Space Ace e Dragon's Lair e anche su Starchaser: The Legend of Orin. È diventato uno dei primi animatori tradizionali ad adattarsi alla computer grafica.
Ha diretto l'animazione per il video musicale Opposites Attract di Paula Abdul, il cartone animato del 1995, Topolino e il cervello in fuga, che è stato proiettato fuori concorso al Festival di Cannes del 1996, l'attrazione del parco a tema 3D It's Tough to Be a Bug! situato a Disney's Animal Kingdom e Disney California Adventure e la serie televisiva Kim Possible.
Ha lavorato come direttore dell'animazione per Garfield - Il film, Garfield 2, Alvin Superstar e 2 cani stupidi, supervisore alla produzione e supervisore alla regia per Clerks: The Animated Series e supervisore all'animazione per Inspector Gadget, Il grande Joe, Il mio grasso grosso amico Albert e X-Men 2.
Major Damage, il cortometraggio animato di Bailey, è stato pubblicato sul suo canale YouTube il 28 ottobre 2016. Nel 2001, Major Damage era stato considerato rivoluzionario per il suo utilizzo di Internet per collaborare con altri artisti.

## Filmografia parziale
Regista
- Topolino e il cervello in fuga (Runaway Brain) (1995)
- It's Tough to Be a Bug! (1998)
- Clerks: The Animated Series - serie televisiva (2000–2001)
- Major Damage (2001)
- Kim Possible - serie televisiva (2002–2005)
- Lady D (2008)
- Lefty (2008)
- Georgy (2008)
- Sean (2008)
- Judy M.D.: Super Surgeon (2008)
- Phil's Dance Party (2012)
- Paws of Fury - La leggenda di Hank (Paws of Fury: The Legend of Hank) (2022) (co-regista)

Animatore
- Basil l'investigatopo (The Great Mouse Detective), regia di  Burny Mattison, David Michener, Ron Clements e John Musker (1986) (animatore personaggi, non accreditato)
- Pippo e lo sport in Calciomania (Sport Goofy in Soccermania) (1987) (animatore)
- Technological Threat (1988) (animatore personaggi)
- Oliver & Company (1988) (animatore personaggi)
- Bugs Bunny's Wild World of Sports (TV 1989)
- La sirenetta (The Little Mermaid), regia di Ron Clements e John Musker (1989) (animatore personaggi)
- Bianca e Bernie nella terra dei canguri (The Rescuers Down Under), regia di Hendel Butoy e Mike Gabriel (1990) (animatore personaggi)
- Dragon's Lair II (1991) (animatore)
- Il re leone (The Lion King), regia di  Roger Allers e Rob Minkoff (1994)
- Herculesregia di John Musker e Ron Clements  (1997) (animator: "Nessus")
- Garfield - Il film, regia di Peter Hewitt (2004) (animation supervisor)
- Garfield 2, regia di Tim Hill (2006) (animation supervisor)
- Alvin Superstar (Alvin and the Chipmunks), regia di Tim Hill (2007) (animation director)
- Alvin Superstar 2 (Alvin and the Chipmunks: The Squeakquel), regia di Betty Thomas (2009) (animation director)
- Hop, regia di Tim Hill (2011) (senior animation supervisor)